# Isamu Sonoda
Isamu Sonoda (jap. 園田勇, Sonoda, Isamu; * 4. November 1946 in Yanagawa) ist ein ehemaliger japanischer Judoka. Er war der dritte Judo-Olympiasieger im Mittelgewicht.
Der 1,77 m große Sonoda gewann 1967 bei der Universiade in Tokio. Bei den Weltmeisterschaften 1969 in Mexiko-Stadt schlug er den Niederländer Martin Poglajen im Kampf um den Finaleinzug und besiegte im Finale seinen Landsmann Katsuya Hirao. Vier Jahre später erreichte er bei den Weltmeisterschaften 1973 in Lausanne erneut das Finale, diesmal unterlag er seinem Landsmann Shōzō Fujii.
Bei den Olympischen Spielen 1976 in Montreal gewann Sonoda seinen ersten Kampf gegen den Australier Paul Buganey durch Ippon. Gegen den Nordkoreaner Jong In-chol im Achtelfinale und gegen den Südkoreaner Park Young-chul im Viertelfinale musste er über die volle Distanz gehen. Das Poolfinale gegen Fred Marhenke aus der Bundesrepublik Deutschland gewann Sonoda nach 3:23 Minuten. Im Finale traf Sonoda auf Waleri Dwoinikow aus der Sowjetunion, der Japaner gewann mit einer Yuko-Wertung. 1978 gewann Sonoda zum Abschluss seiner Karriere den Jigoro Kano Cup in Tokio.